# هارفي إم. يونسن
هارفي إم. يونسن (بالإنجليزية: Harvey M. Johnsen)‏ هو محامي وقاضي أمريكي، ولد في 16 يوليو 1895 في هاستينغس في الولايات المتحدة، وتوفي في 15 سبتمبر 1975.